# To Play Some Music
«To Play Some Music» (с англ. — «Воспроизвести музыку») — первый сингл американской джаз-рок-группы Journey, выпущенный в апреле 1975 года. Первоначально песня появилась как четвёртый трек в дебютном альбоме.

## Выпуск альбома и сингла
«Journey» был выпущен лейблом Columbia Records 1 апреля 1975 года. В том же месяце был выпущен «To Play Some Music».
На стороне B был ещё один отрывок из «Journey» — инструментальный трек «Topaz», так как именно он и следовал за «To Play Some Music» в альбоме.
«To Play Some Music» была написана Греггом Роули и Нилом Шоном, а «Topaz» — Джорджем Тикнером.
В конечном итоге «Journey» достиг 138-го места в чарте альбомов Billboard 200 в США, а также 72-го места в Японии.
Однако, несмотря на это, сам сингл так никогда не появлялся ни в одном крупном мировом чарте. Также это единственный сингл из альбома.
В ретроспективном обзоре «Cash Box» отметили, что «от вступительных органных риффов до роковых сольных партий, Journey взрывается солидным, тщательно спродюсированным диском».

## Участники записи
- Нил Шон — соло-гитара
- Джордж Тикнер — ритм-гитара
- Грегг Роули — клавишные, вокал
- Росс Вэлори — бас-гитара
- Эйнсли Данбар — ударные